# NGC 851
NGC 851 (również PGC 8368 lub UGC 1680) – galaktyka spiralna (S0-a), znajdująca się w gwiazdozbiorze Wieloryba. Odkrył ją Edward D. Swift 30 listopada 1885 roku.